# Anton Reyberger
Anton Carl Reyberger OSB (auch Rayberger; * 21. Jänner 1757 in Göllersdorf; † 3. Oktober 1818 in Wien) war ein österreichischer Theologe und Standesverordneter. Er war u. a. Rektor der Universität Wien und Abt des Stiftes Melk.

## Leben
Reyberger wurde als Sohn eines Müllers in Göllersdorf im nördlichen Niederösterreich geboren und besuchte ein Jesuitengymnasium in Wien. Er wollte selbst dem Jesuitenorden beitreten, nachdem dieser aber 1773 aufgehoben und verboten worden war, trat er am 13. November 1774 in das Benediktinerkloster Stift Melk ein. 1781 legte er die feierliche Profess ab und wurde im selben Jahr zum Priester geweiht. Einige Jahre lang lehrte er daraufhin klassische Sprachen am Stiftsgymnasium Melk, bevor er 1786 von Gottfried van Swieten zum Professor für Pastoraltheologie an der Universität Pest berufen wurde. 1788 erhielt er den Lehrstuhl für Moraltheologie an der Universität Wien, den er bis 1810 innehatte.
1800/01 war er Dekan der theologischen Fakultät, 1808 theologischer Bücherzensor. 1810 wurde er wirklicher niederösterreichischer Regierungsrat, für das Studienjahr 1810/11 wurde er zum Rektor der Universität und am 7. November 1810 zum Abt von Melk gewählt. 1817 wurde er Verordneter der niederösterreichischen Stände. In dieser Position hielt sich Reyberger oft in Wien auf, wo er am 3. Oktober 1818 verstarb.